# Slag van de Epigonen
In de Griekse mythologie vielen Polynices en zes bondgenoten (de Zeven tegen Thebe) Thebe aan omdat Eteocles (broer van Polynices) de hem beloofde troon van Thebe niet wilde opgeven. Zes van de zeven werden gedood tijdens de slag. Alleen Adrastus ontkwam dankzij de snelheid van zijn paard Arion. De zonen van de Zeven zwoeren wraak en vielen Thebe op hun beurt aan. Dit gevecht wordt de Slag van de Epigonen genoemd. (Ἐπιγονοι (Epigonoi) = nakomelingen).
De Epigonen: 
- Aegialeus, zoon van de daimon Eleos, of van Adrastus, de legendarische koning van Argos (afhankelijk van de bron)
- Alcmaeon, zoon van Amphiaraus
- Amphilochus, zoon van Amphiaraus
- Diomedes, zoon van Tydeus
- Thersander, zoon van Polynices
- Euryalus, zoon van Mecisteus
- Promachus, zoon van Parthenopaeus
- Sthenelus, zoon van Capaneus

Pausanias voegt nog toe:
- Polydorus, zoon van Hippomedon

Ze versloegen en doodden Laodamas, zoon van Eteocles, en veroverden Thebe.
Sophokles maakte een tragedie over het thema, waarvan enkel fragmenten zijn bewaard.